# NGC 5216
NGC 5216 is een elliptisch sterrenstelsel in het sterrenbeeld Grote Beer. Het hemelobject werd op 19 maart 1790 ontdekt door de Duits-Britse astronoom William Herschel.

## Synoniemen
- UGC 8528
- ZWG 317.2
- MCG 11-17-4
- VV 33
- ZWG 316.19
- Arp 104
- PGC 47598